# Tuvaluaanse voetbalbond
De Tuvalu National Football Association (TNFA) is de voetbalbond van Tuvalu. De bond werd in 1979 opgericht en is sinds 2006 geassocieerd lid van de Oceanische voetbalconfederatie. Gehoopt werd eind 2012 aan alle eisen te voldoen om in aanmerking te komen voor het FIFA-lidmaatschap, hetgeen niet gehaald werd.
De TNFA is onder meer verantwoordelijk voor het Tuvaluaans voetbalelftal, de Tuvalu A-Division en B-Division, de Tuvalu Games, de NBT Cup, de Independence Cup en de Christmas Cup.
De TNFA is gevestigd in Funafuti. Voorzitter sinds 2014 is Toakai Puapua, Soama Tafia is vicevoorzitter.

## Belangrijke momenten Tuvaluaanse voetbalgeschiedenis
- 1979 - Op 28 augustus speelt Tuvalu de eerste officiële voetbalinterland. Tegenstander is Tahiti op de Pacific Games. Tuvalu verliest met 18-0.
- 1979 - Op 31 augustus wint Tuvalu voor het eerst een interland. Tonga wordt met 5-3 verslagen.
- 2003 - Tuvalu speelt op 1 mei de enige vriendschappelijke wedstrijd in de geschiedenis. Op 1 mei verliest Tuvalu van Fiji met 9-0.
- 2003 - Tuvalu neemt deel aan de 2003 Pacific Games op Fiji
- 2006 - Op 15 november wordt de TNFA geassocieerd lid van de OFC.
- 2007 - Tuvalu neemt deel aan de Pacific Games op Samoa. Tuvalu is het eerste land dat als niet-FIFAlid deelneemt aan een officieel WK-kwalificatietoernooi.
- 2008 - Het Tuvaluaanse voetbalteam doet mee met de OFC Futsal Championship.
- 2008 - De toenmalige Tuvaluaanse minister-president Apisai Ielemia en TNFA-voorzitter Tapugao Falefou bezoeken het FIFA-hoofdkantoor in Zürich, hopende om volwaardig lidmaatschap te verkrijgen.
- 2009 - In september ziet het project Dutch Support Tuvalu het licht. Doel van de stichting is om Tuvalu een volwaardig lid te maken van de FIFA.
- 2011 - Op 27 mei wordt Foppe de Haan gepresenteerd als bondscoach van Tuvalu.
- 2011 - Tuvalu neemt deel aan de Pacific Games en eindigt als vierde in groep A, met een record aan behaalde punten. Nooit eerder wist Tuvalu zo goed te presteren op een internationaal toernooi.
- 2012 - In 1 mei is Stevan de Geijter benoemd tot hoofd Opleidingen van de Tuvaluaanse voetbalbond TNFA.

## Trivia
- Een op zes inwoners van het Tuvaluaanse hoofdeiland Funafuti speelt voetbal.
- Er is maar een voetbalveld in Tuvalu, er wordt dus ook nooit een uitwedstrijd gespeeld.
- Tuvalu heeft in 2007 als niet-FIFAlid buiten mededinging meegedaan aan het (Oceanische) WK-kwalificatietoernooi. Geen enkel ander land was dit ooit toegestaan.

Amerikaans-Samoa · Cookeilanden · Fiji · Kiribati¹ · Nieuw-Caledonië · Nieuw-Zeeland · Niue¹ · Papoea-Nieuw-Guinea · Samoa · Salomoneilanden · Tahiti · Tonga · Tuvalu¹  · Vanuatu

¹ geassocieerd lid